# Preparado Está
"Preparado Está - Salmo 108", ou simplesmente "Preparado Está", é uma canção gravada pela banda cristã brasileira Trazendo a Arca, lançada no álbum Salmos e Cânticos Espirituais, lançado em dezembro de 2009. Foi escrita por Luiz Arcanjo, Davi Sacer e Deco Rodrigues, respectivos vocalista, vocalista e baixista da banda. Foi interpretada por Luiz Arcanjo. Foi o segundo single promocional do álbum para as rádios, com versão igual a existente no disco.

## Gravação
"Preparado Está" foi produzida por Ronald Fonseca e Wagner Derek e conteve vocais de Luiz Arcanjo. Arcanjo gravou sua gravação de vocais da faixa e a divulgou em vídeo no canal do Trazendo a Arca em 28 de outubro de 2009, o que se tornou um dos principais materiais divulgados antes do lançamento do álbum.

## Estilo musical
Sua melodia une toques da guitarra com um arranjo de cordas e piano, além da elogiada interpretação de Arcanjo pela crítica especializada. Sua letra, baseada no Salmo 108 é uma poesia de exaltação à Deus.
Mesmo sendo uma das principais canções de Salmos e Cânticos Espirituais, não esteve no repertório de Live in Orlando.

## Ficha técnica
Adaptado do encarte da obra:
Banda
- Luiz Arcanjo – vocal e composição
- Davi Sacer – vocal de apoio, composição
- Verônica Sacer – vocal de apoio
- Deco Rodrigues – baixo, composição
- André Mattos – bateria
- Isaac Ramos – guitarra
- Ronald Fonseca – piano e produção musical

Músicos convidados
- Wagner Derek – produção musical e piano
- Fernanda Correa – vocal de apoio
- Alice Avlis – vocal de apoio
- Dennis Cabral – vocal de apoio
- Rafael Novarine – vocal de apoio
- Ricardo Amado – violino
- Tomaz Soares – violino
- Cecília Mendes – viola
- Ricardo Santoro – viola

Equipe técnica
- Samuel Júnior – mixagem
- Toney Fontes – masterização